# Huijue
Huijue (kinesiska: 慧觉镇, 慧觉) är en köping i Kina. Den ligger i provinsen Sichuan, i den sydvästra delen av landet, omkring 93 kilometer nordost om provinshuvudstaden Chengdu. Antalet invånare är 8 676. Befolkningen består av 4 310 kvinnor och 4 366 män. Barn under 15 år utgör 12,0 %, vuxna 15-64 år 74 %, och äldre över 65 år 13,0 %.
Genomsnittlig årsnederbörd är 1 156 millimeter. Den regnigaste månaden är juli, med i genomsnitt 309 mm nederbörd, och den torraste är december, med 8 mm nederbörd.